# Лески (Измаильский район)
Лески (укр. Ліски) — село в Килийской городской общине Измаильского района Одесской области Украины.
Население по переписи 2001 года составляло 1931 человек. Почтовый индекс — 68354. Телефонный код — 4843. Занимает площадь 2,71 км². Код КОАТУУ — 5122381901. К северу от села находится озеро Ялкныш.

## Население и национальный состав
По данным переписи населения Украины 2001 года распределение населения по родному языку было следующим (в % от общей численности населения):
По Лесковскому сельскому совету: украинский — 74,52 %; русский — 13,78 %; белорусский — 0,05 %; болгарский — 3,47 %; гагаузский — 1,71 %; молдавский — 5,64 %.